# Cruz Negra Anarquista

Símbolo de la Cruz Negra Anarquista.

La Cruz Negra Anarquista (CNA) —en inglés Anarchist Black Cross o ABC— es una red de grupos, autónomos e informales, de ayuda a presos anarquistas. A diferencia de organizaciones como Amnistía Internacional, no se niega a ayudar a presos que promueven la violencia o que han cometido crímenes con motivaciones políticas. La Cruz Negra Anarquista en ocasiones puede estar involucrada con el movimiento por la abolición de los sistemas penitenciarios.
Los orígenes de la organización datan de la Revolución rusa. Se creó una institución a la que se llamó Cruz Roja Anarquista para organizar la ayuda a los prisioneros políticos del régimen zarista y a sus familias. Durante la Guerra Civil Rusa, se le dio el nombre de Cruz Negra Anarquista para evitar confusiones con la Cruz Roja, que también actuaba en el país. Tras la llegada al poder de los bolcheviques en Rusia, la Cruz Negra Anarquista se traslada a Berlín, donde continúa ayudando a prisioneros políticos del régimen bolchevique, así como a los disidentes italianos al régimen de Benito Mussolini. Con el aumento de solicitudes de ayuda, en la década de 1940 la organización se viene abajo por dificultades de financiación.
A finales de la década de 1960 es fundada una Cruz Negra Anarquista en Reino Unido por iniciativa de Stuart Christie y Albert Meltzer y se dedica a ayudar a la resistencia española antifranquista y a los presos políticos anarquistas de la dictadura de Francisco Franco. El boletín del grupo se convierte en un periódico —Black Flag— muy apegado a la tradición anarcocomunista de lucha de clases socialista y revolucionaria.
En la década de 1980 la red se expande Estados Unidos y en 1995 los pequeños grupos Cruz Negra Anarquista de ese país se unen para formar la Anarchist Black Cross Federation. Desde ese tiempo han existido varios pequeños grupos con el nombre Cruz Negra Anarquista en otros países.

## Labores
Entre las labores que realizan estas organizaciones figuran: 
- Mantener correspondencia habitual con los presos, para reconfortarles en el padecimiento de la cárcel y para tener información de primera mano sobre la situación en las prisiones y las violaciones de derechos humanos que se pudieran dar.
- Denunciar la situación que se vive en el interior de las cárceles, así como los datos de agredidos y fallecidos y las violaciones de derechos humanos.
- Defender con vehemencia que la cárcel es un problema social y no una solución; así como buscar soluciones más justas de resarcimiento de víctimas que no generen más problemas sociales.
- Difundir información sobre legislación relativa a derechos de los detenidos y a los derechos de los que se puede hacer uso en prisión y sobre cómo hacerlo.
- Realizar coloquios, charlas, talleres, debates, actividades culturales, sobre el tema penitenciario.
- Denunciar la situación de presos concretos en campañas específicas destinadas a su liberación o mejora de condiciones.
- Organizar manifestaciones y concentraciones para exigir o denunciar aspectos relacionados con el ideario anticarcelario de la CNA.